# 荒佃庄镇
荒佃庄镇，是中华人民共和国河北省秦皇岛市昌黎县下辖的一个乡镇级行政单位。

## 行政区划
荒佃庄镇下辖以下地区：
荒佃庄村、冷各庄村、陈青坨村、会君坨村、大营村、刘各庄村、韩营村、南小营村、后双坨村、河南庄村、郭青坨村、西腾远村、前双坨村、东腾远村、张青坨村、皇后寨村、新家寨村、黄土庙村、后王各庄村、前王各庄村、欧坨村、信庄村、西坨村、赤崖村、北坨村、豆军庄村、前齐军庄村、后齐军庄村、新桃园村和老君坨村。